# Ischnura forcipata
Ischnura forcipata är en trollsländeart som beskrevs av Morton 1907. Ischnura forcipata ingår i släktet Ischnura och familjen dammflicksländor. IUCN kategoriserar arten globalt som livskraftig. Inga underarter finns listade i Catalogue of Life.